# Laurențiu Darie
Laurențiu Darie (n. 1977) este un fagotist român născut în Galați.

## Cariera
A început studiul fagotului încă din copilărie la Liceul de Artă "Dimitrie Cuclin" din Galați, pe care l-a continuant apoi la Universitatea Națională de Muzică din București. Studiile au fost urmate de un stagiu la München, unde a lucrat cu maestrul Marco Postinghel.

## Activitatea muzicala
A colaborat cu numeroase orchestre din străinătate precum: Orchestra Simfonică din München, Orchestra Simfonică Națională a Libanului, Orchestra de Stat din Mexic și Orchestra Waltzer din Viena.
A concertat ca solist cu Laurea Armonica, Trio Veritas, cvintetul Consonus, Collegio Stravagante etc. A susținut concerte în Italia, Franța, Japonia, Mexic și Australia. Din 1998 este membru al Filarmonicii „George Enescu” din București. 
În anul 2011 a fost selecționat să se alăture YouTube Symphony Orchestra susținând cu aceasta un concert, transmis în direct pe site-ul Youtube, în Sydney (Australia). Concertul din 2011 a fost cel mai vizionat concert live de pe internet, iar Laurențiu Darie a fost considerat de către Los Angeles Times ca fiind unul dintre cei mai buni instrumentiști.